# Friedrich Oelze
Friedrich Oelze (* 11. September 1873 in Blankenberg/Saale; † 10. Oktober 1954 in Bernburg/Saale) war ein deutscher Pädagoge und Politiker der (DNVP).

## Leben
Nach dem Besuch des Gymnasiums in Stendal studierte Oelze Evangelische Theologie und Philosophie an den Universitäten in Tübingen, Berlin und Halle. Während seines Studiums wurde er 1896 Mitglied der Burschenschaft Salingia Halle. Er war von 1898 bis 1900 Kandidat am Pädagogium zum Kloster Unser Lieben Frauen in Magdeburg, arbeitete von 1900 bis 1901 als kommissarischer Seminarlehrer in Delitzsch und von 1901 bis 1904 als Seminarlehrer in Verden an der Aller. Von 1904 bis 1907 war er als Oberlehrer und Inspektor an der Waisen- und Schulanstalt in Bunzlau und von 1907 bis 1911 als Seminardirektor in Steinau an der Oder tätig. 1912 wurde er Seminardirektor und Direktor der Waisen- und Schulanstalt in Bunzlau. Dort erhielt er 1921 die Beförderung zum Oberstudiendirektor. Ferner war er Hauptmann der Landwehr a. D.
Oelze war von 1915 bis 1918 Mitglied des Preußischen Abgeordnetenhauses für den Wahlkreis Regierungsbezirk Liegnitz 4 (Bunzlau – Löwenberg). Nach der Novemberrevolution trat er in die DNVP ein. Von 1919 bis 1921 war er Mitglied der Verfassunggebenden Preußischen Landesversammlung. Im Anschluss wurde er als Abgeordneter in den Preußischen Landtag gewählt, dem er bis 1933 angehörte, von 1932 bis 1933 als stellvertretender Vorsitzender der DNVP-Fraktion.